# Dưa hấu

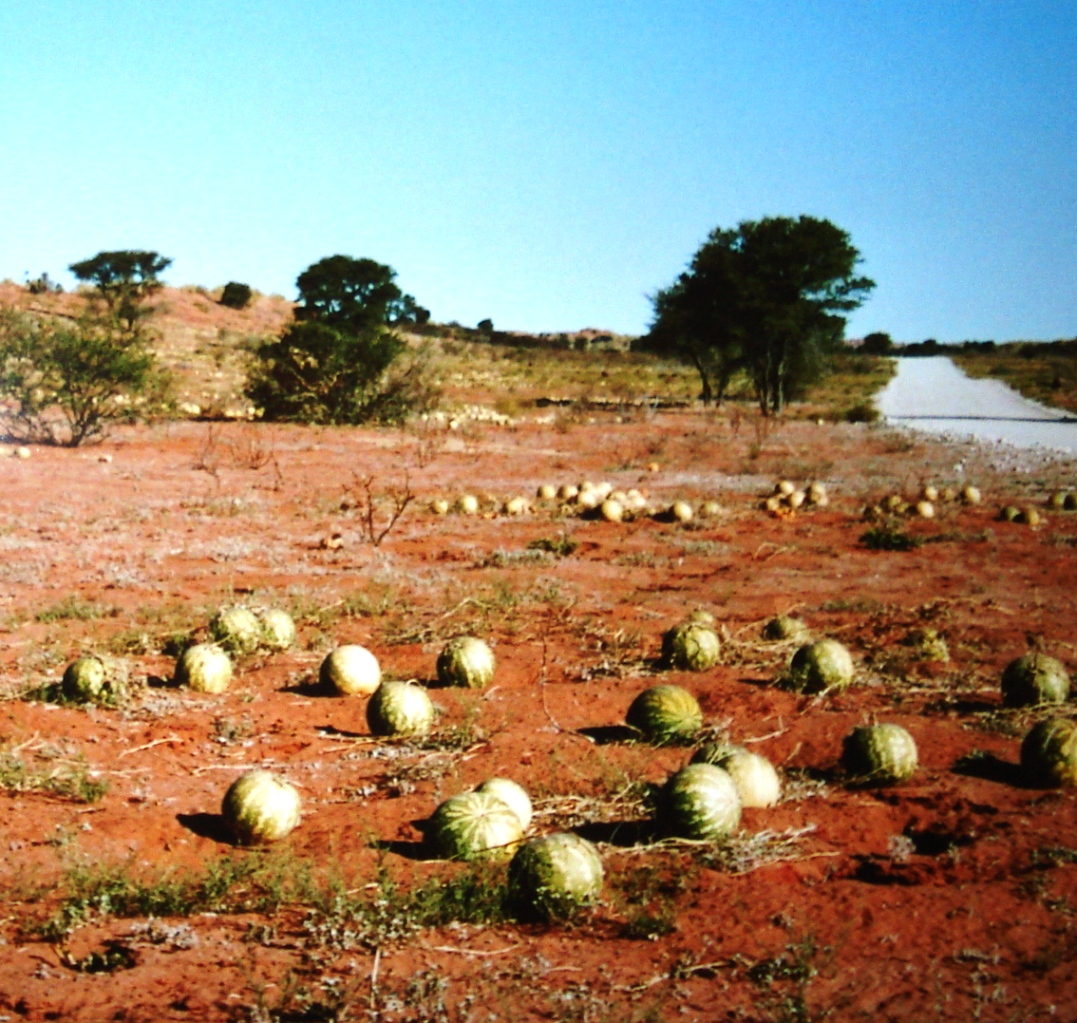
Một ruộng dưa hấu - tsamma trên sa mạc Kalahari

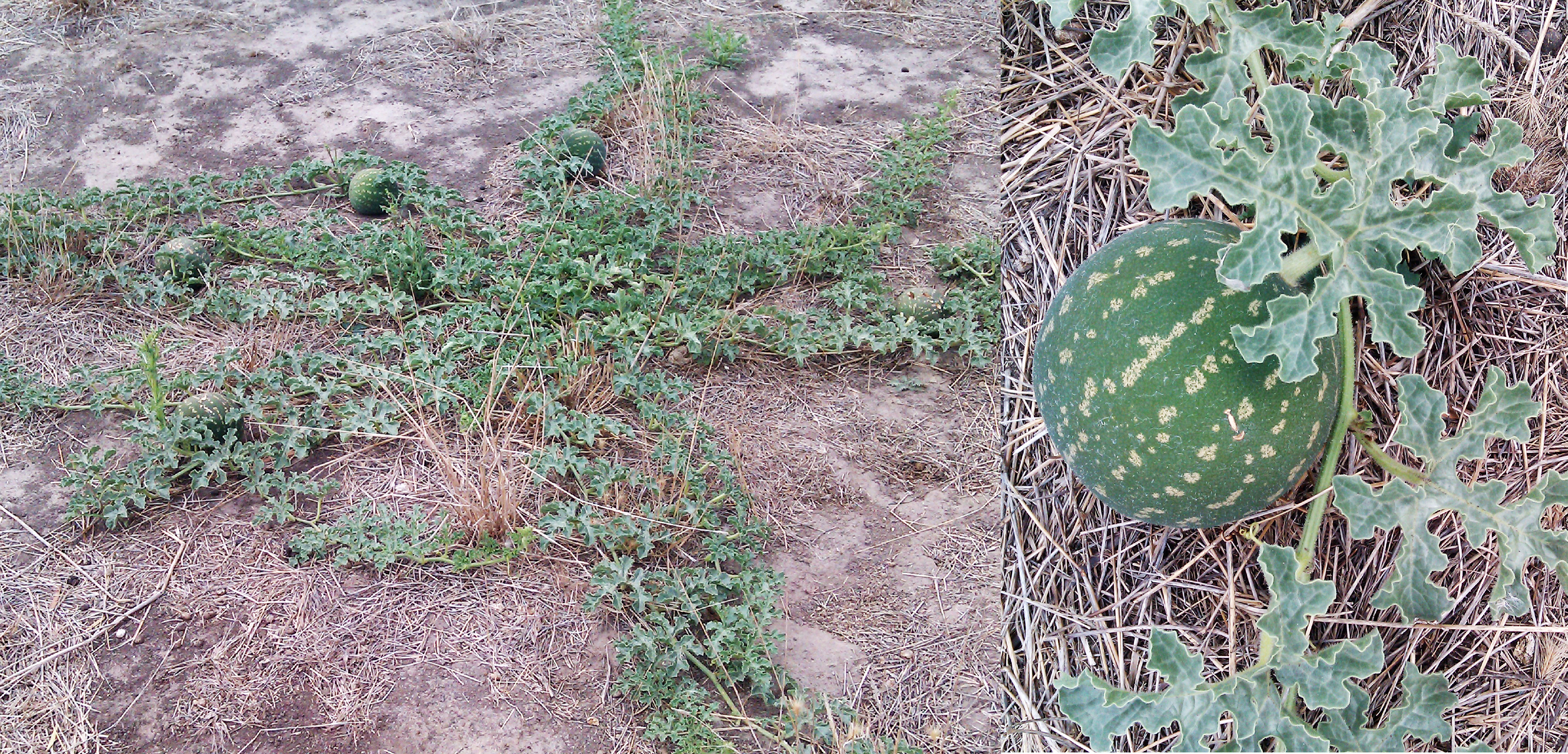
Dưa hấu được trồng ở Úc

Dưa hấu (tên khoa học là Citrullus lanatus) là một loài thực vật thuộc họ Cucurbitaceae, một loài thực vật có hoa giống như cây nho có hoa nguồn gốc từ khu vực Tây Phi. Nó được trồng để lấy quả.  Dưa hấu (Citrullus lanatus) là một loài dây leo xoắn và dài trong họ thực vật có hoa Cucurbitaceae. Có bằng chứng từ hạt giống dưa hấu trong những ngôi mộ Pharaoh ở Ai Cập cổ đại. Dưa hấu được trồng ở vùng nhiệt đới và cận nhiệt đới khu vực trên toàn thế giới để lấy quả ăn, là một loại quả đặc biệt của quả mọng với một vỏ cứng và không có sự phân chia trong quả, thực vật học gọi là pepo. Thịt ngọt, mọng nước, thường có màu đỏ đậm đến màu hồng, với nhiều hạt  màu đen, mặc dù các giống dưa không hạt cũng đã được tạo ra. Trái có thể được ăn sống hoặc chế biến, vỏ có thể ăn được sau khi nấu. Nỗ lực lai trồng đã tạo ra các giống dưa hấu kháng bệnh. Nhiều giống cây dưa hấu có thể cho quả trưởng thành trong vòng 100 ngày kể từ khi gieo trồng.

## Mô tả
Dưa hấu rất đa dạng về hình dạng và màu sắc, thường có màu xanh nhạt và có những đường kẻ từ trên xuống dưới.
Hình dạng được xem xét với mặt phẳng cắt ngang từ cuống trái đến đuôi trái dưa. Có các dạng chính sau: dạng thuôn dài, dạng trái oval, dạng trái tròn.
Hạt dưa cũng rất đa dạng về kích cỡ (lớn, trung bình, nhỏ). Màu hạt có màu đen hoặc màu trắng.

## Phân loài
- Dưa hấu đen hay dưa hấu Densuke (でんすけスイカ) là giống dưa hấu xuất xứ từ Nhật Bản, chỉ được trồng trên đảo Hokkaido. Đặc điểm dưa có hình tròn, cân nặng trung bình: 5–7 kg. Màu vỏ: màu đen, không có sọc hoặc đốm; ruột đỏ đậm và có vị ngọt sắc đặc trưng khi so sánh với những loại dưa và trái cây khác. Hàng năm chỉ sản xuất được khoảng 9.000 quả nên giá trên thị trường rất đắt, giá trung bình ở Nhật Bản khoảng 20.000 yên đến 30.000 yên (từ 188 đến 283 USD). Trong cuộc bán đấu giá tại thị trấn Toma, một quả đã được bán với giá 300.000 yên (3.170 USD). Vào tháng 6 năm 2008, một trong những quả dưa đầu tiên được bán đã có giá hơn 650.000 yên (6.125 USD, ~ 3.100 bảng Anh)[2] tại một hội chợ.

## Thuốc chữa bệnh

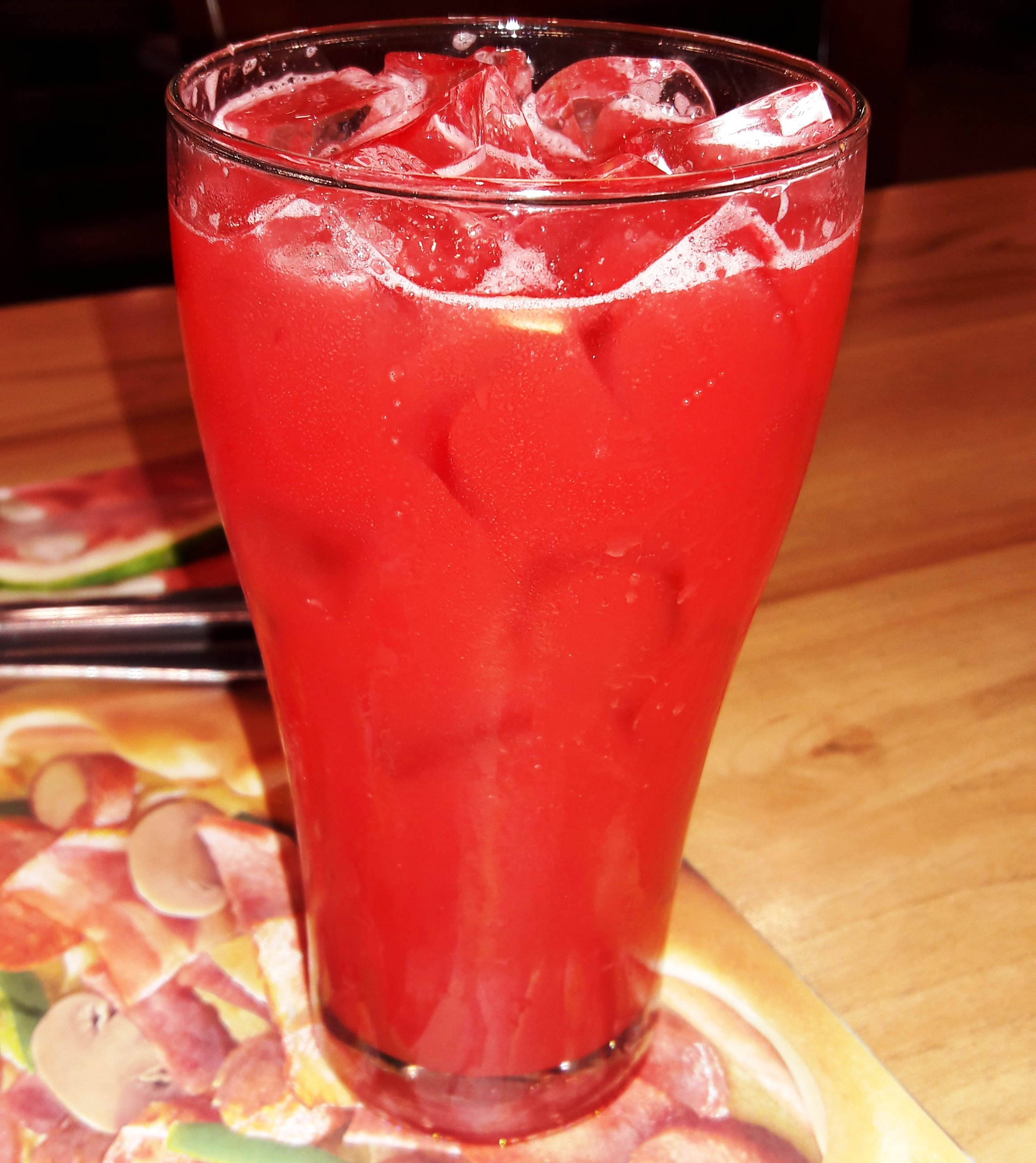
Nước ép dưa hấu

Hạt dưa hấu có công dụng làm mát phổi, tan đờm, nhuận tràng, và có lợi cho hệ tiêu hóa. Rễ và lá cây dưa hấu có thể sử dụng để chữa bệnh tiêu chảy và kiết lỵ. Dưa hấu cũng có nhiều công dụng với sức khỏe: hạ huyết áp, phòng ngừa ung thư và tim mạch, hen suyễn,...

## Dinh dưỡng
Xem bảng số liệu bên phải.

## Làm trang trí
Dưa hấu không thể thiếu trên bàn thờ tổ tiên ông bà trong những ngày Tết. Là vật liệu cho các tài nhân khắc hình họa lên vỏ của dưa hấu.

## Hình ảnh

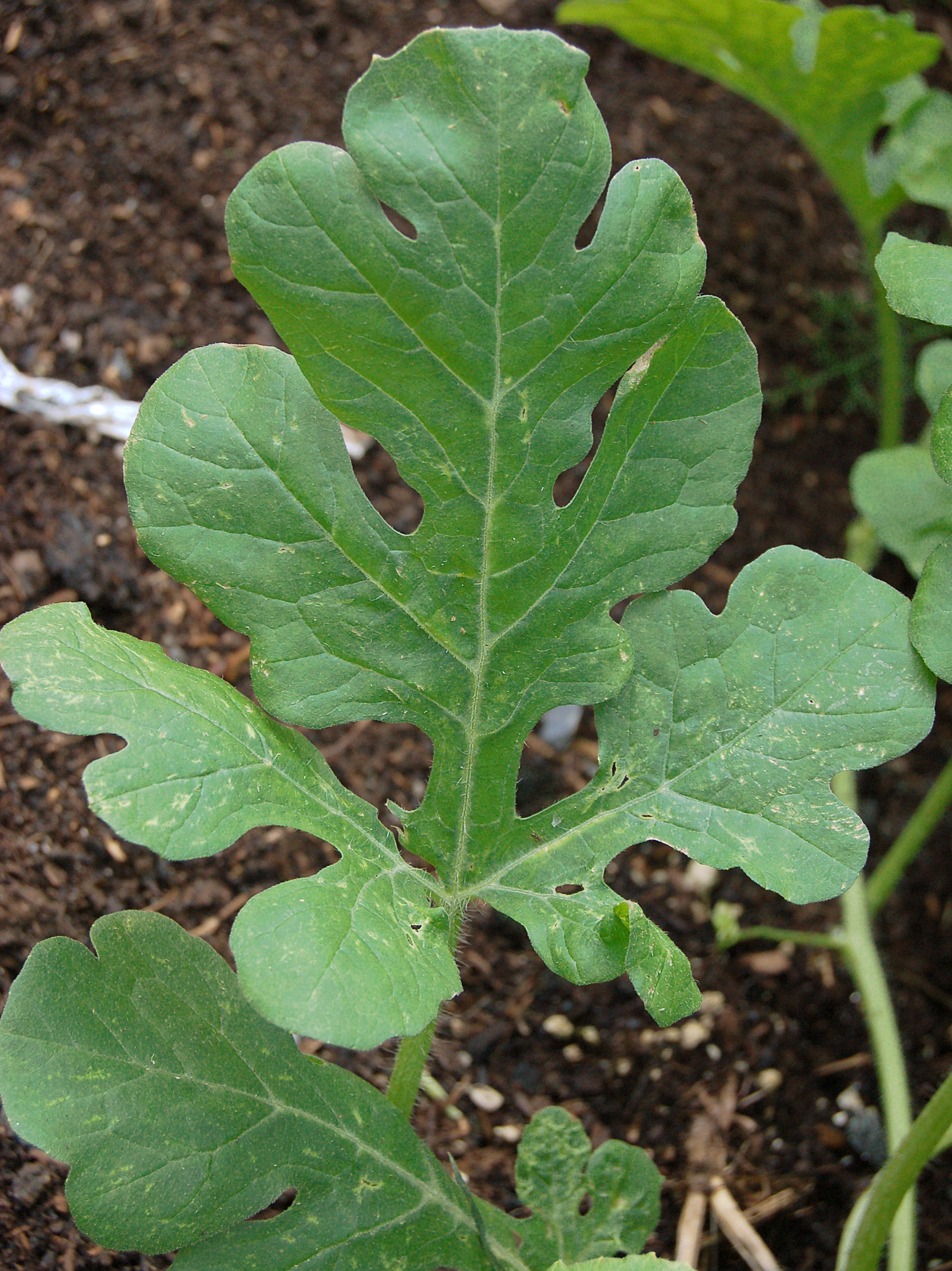
Lá dưa hấu
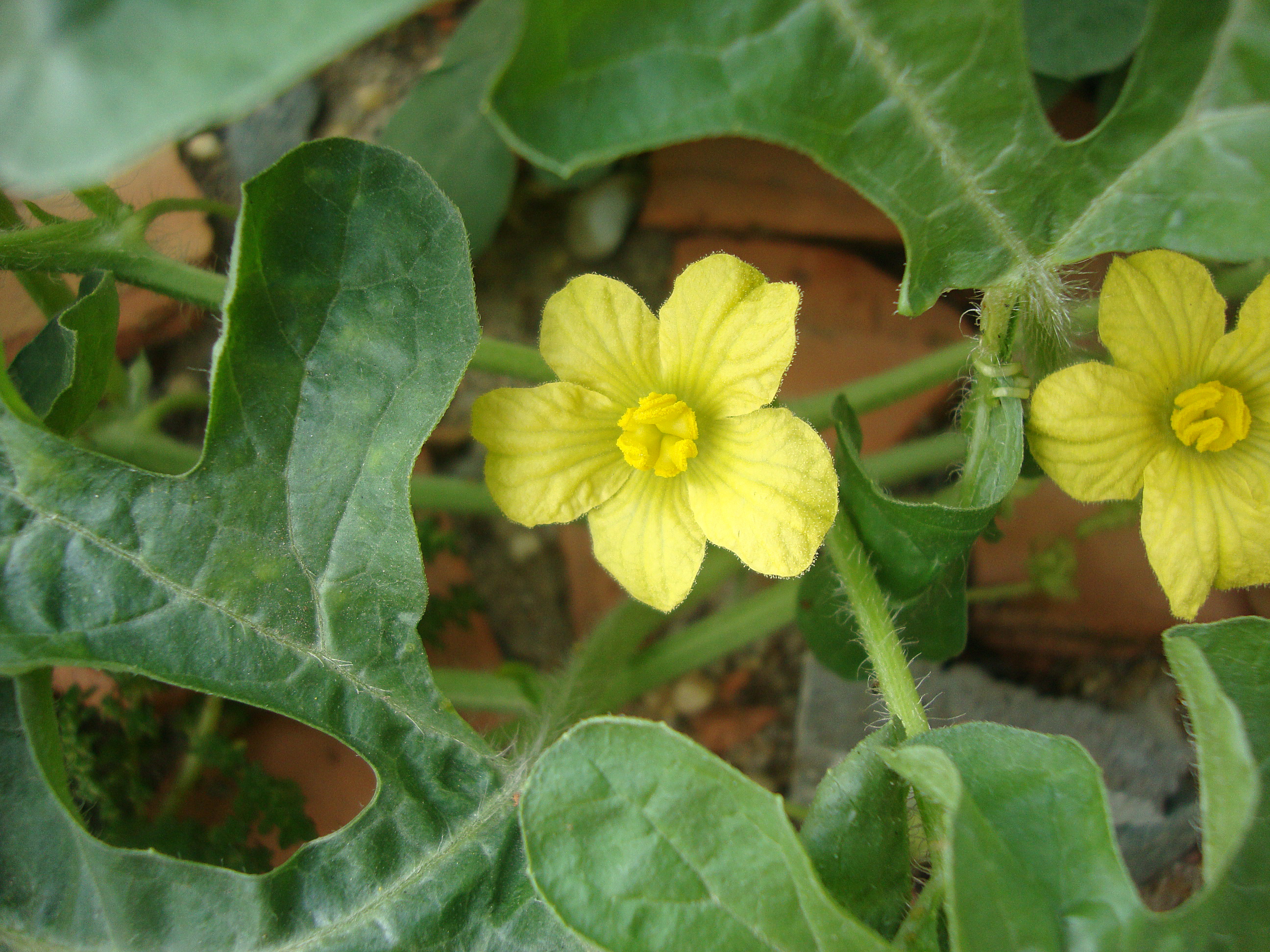
Hoa dưa hấu
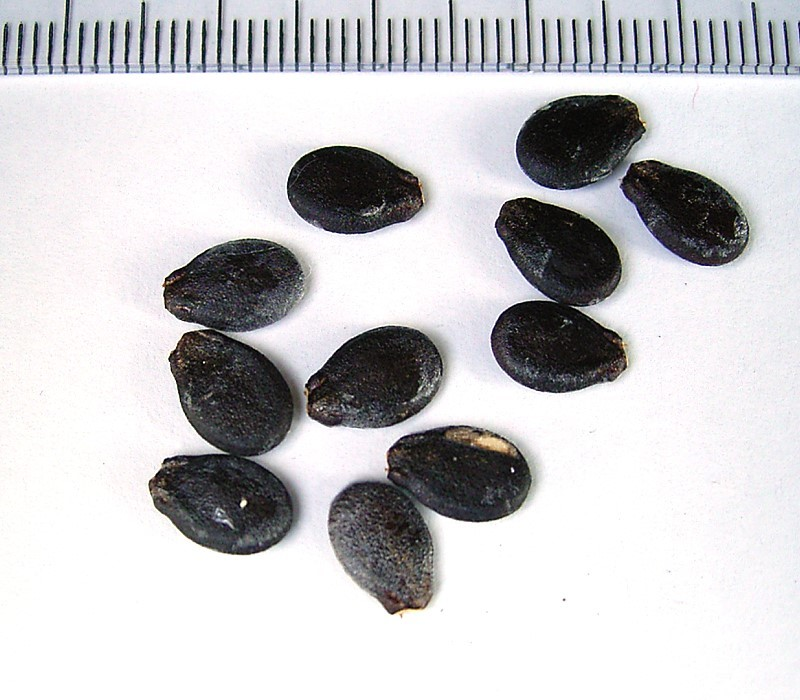
Hạt dưa
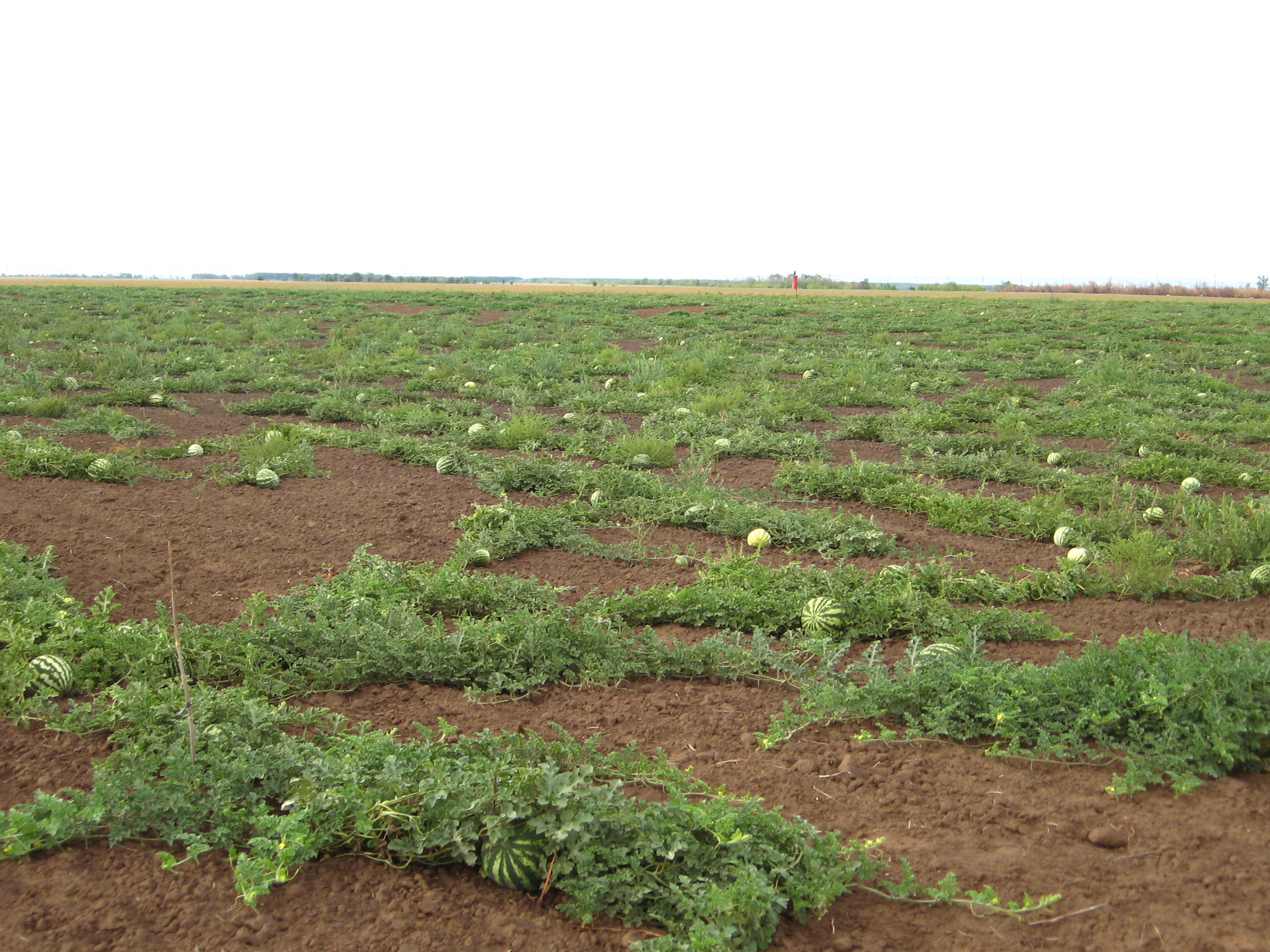
Cánh đồng dưa hấu tại Bykovsky, Nga
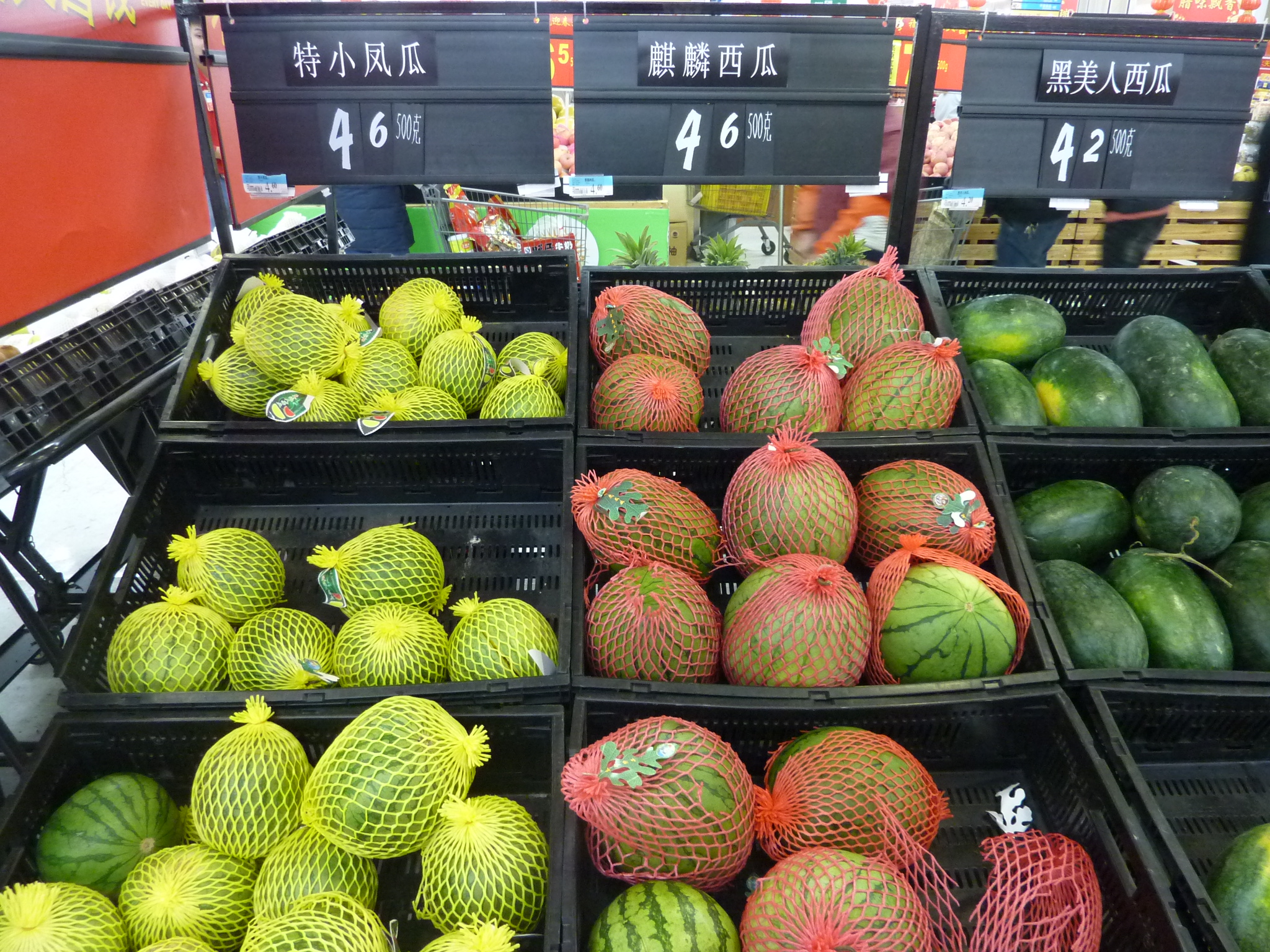
3 loại dưa hấu bán tại Dương Châu
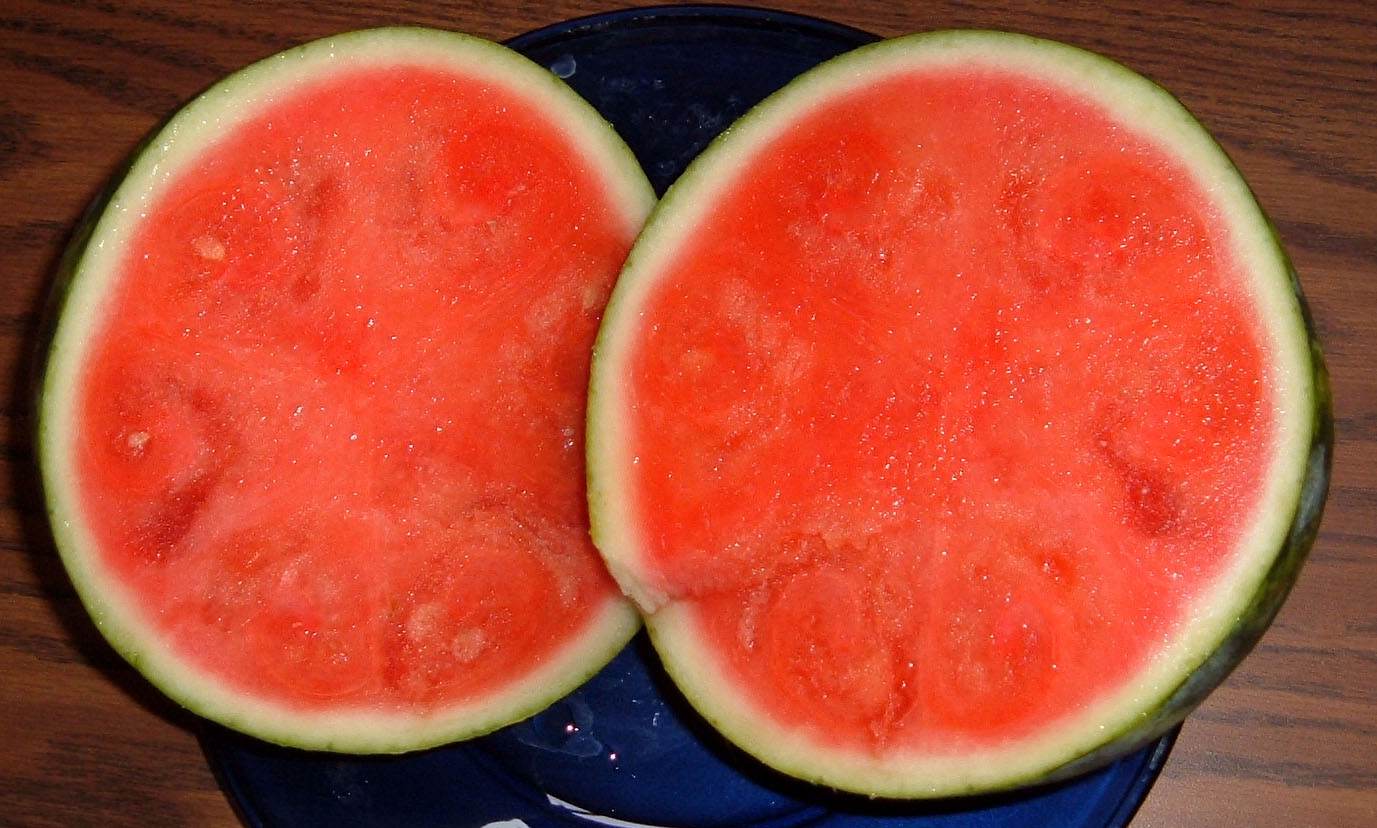
Dưa hấu không hạt
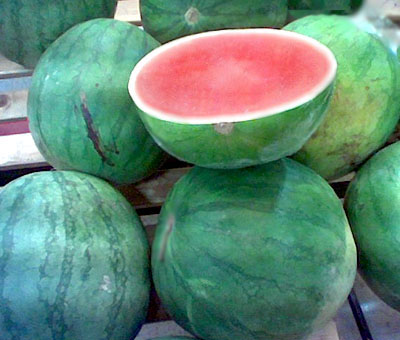
Dưa hấu vỏ xanh, ruột đỏ.
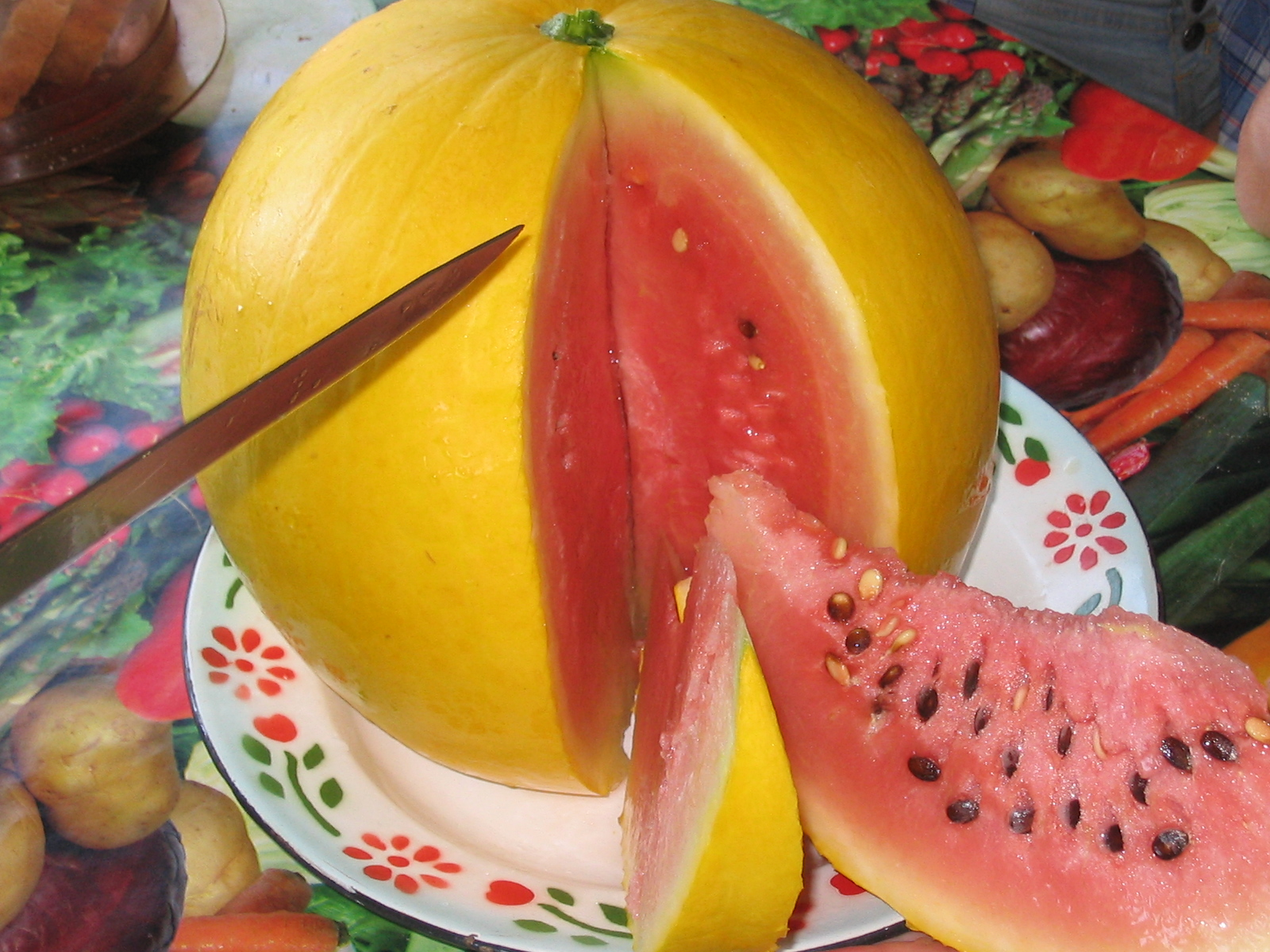
Dưa hấu vỏ vàng, ruột đỏ
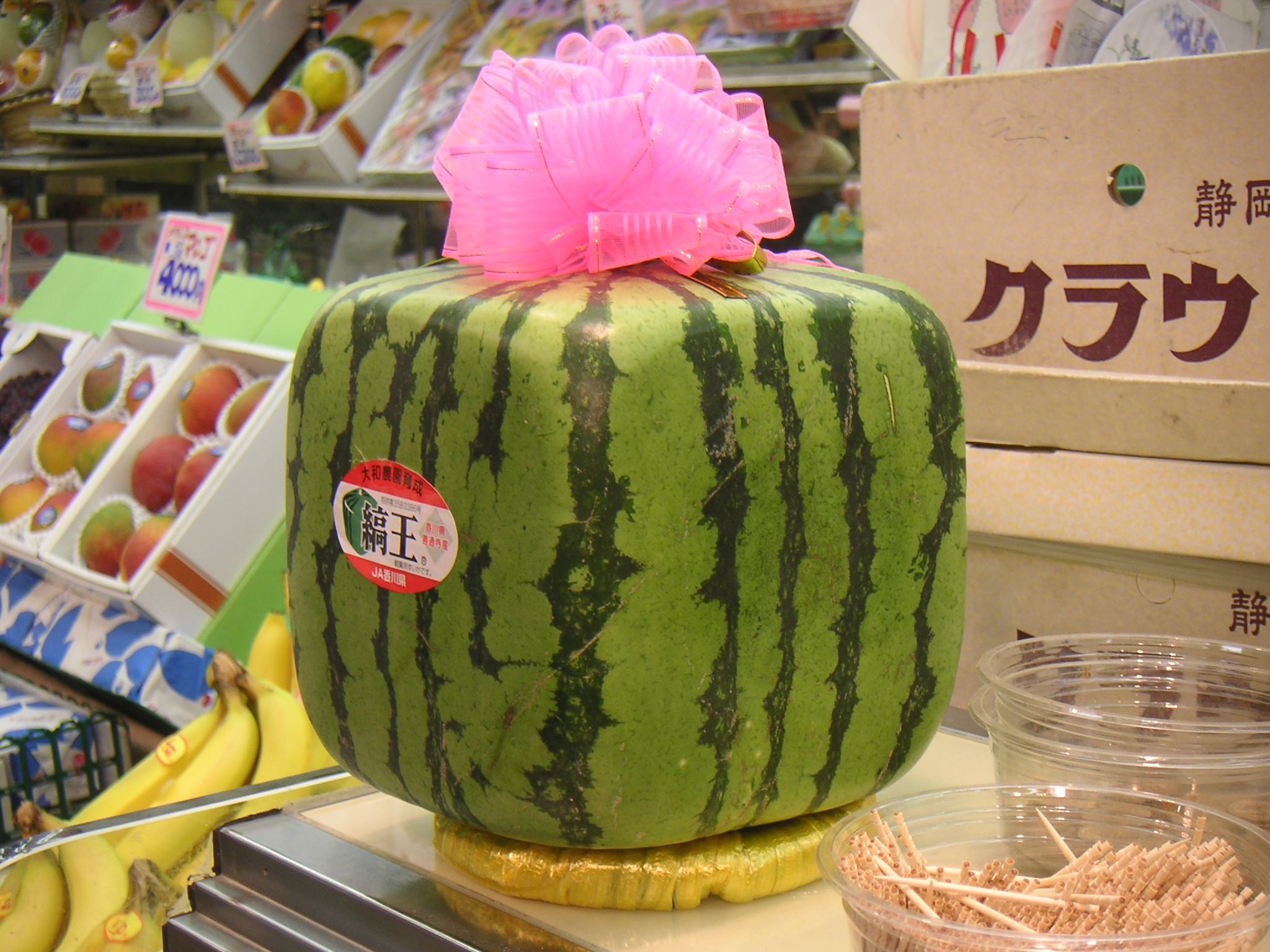
Dưa hấu vuông ở Nhật Bản
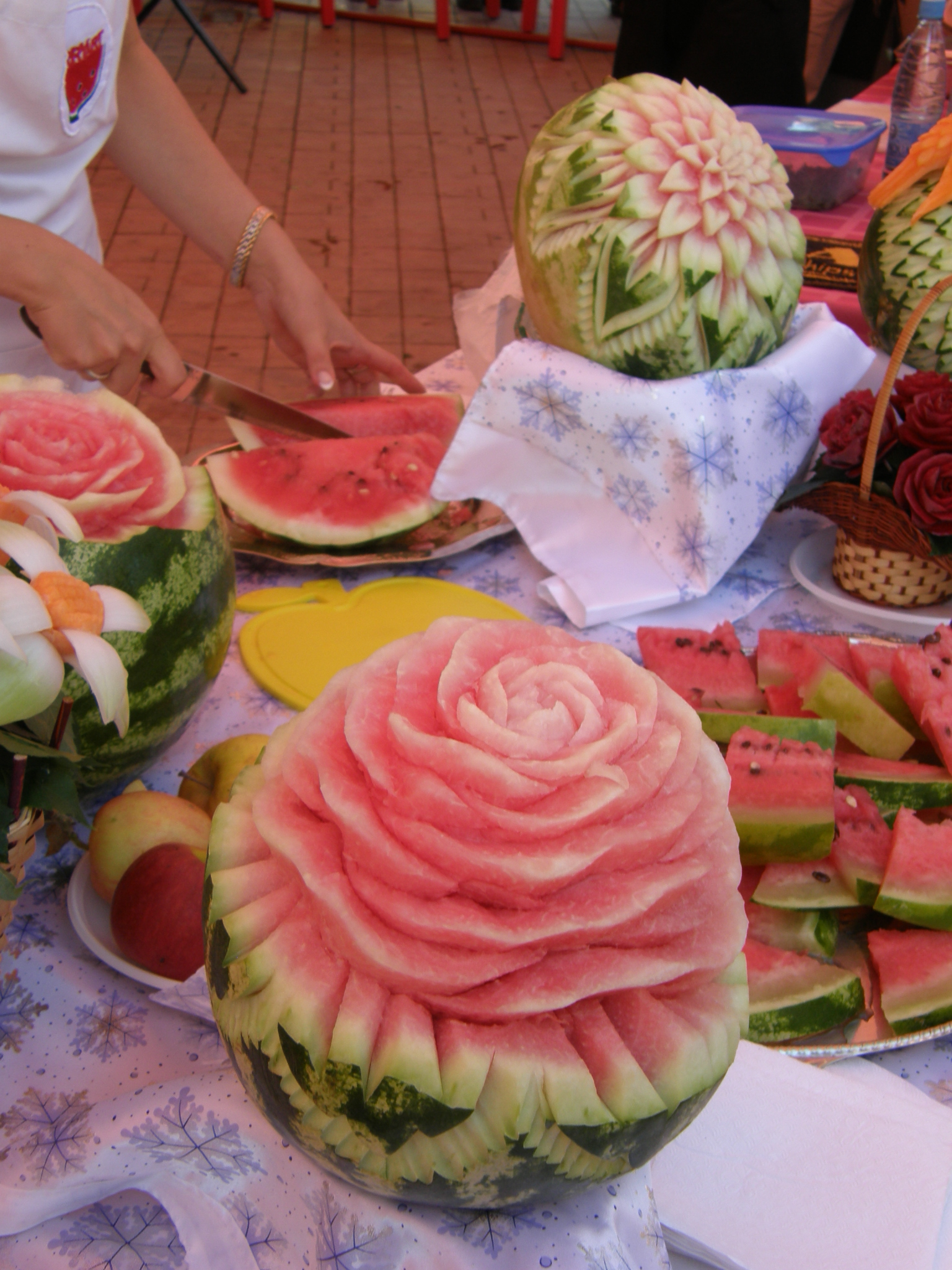
Cắt dưa hấu thành hoa
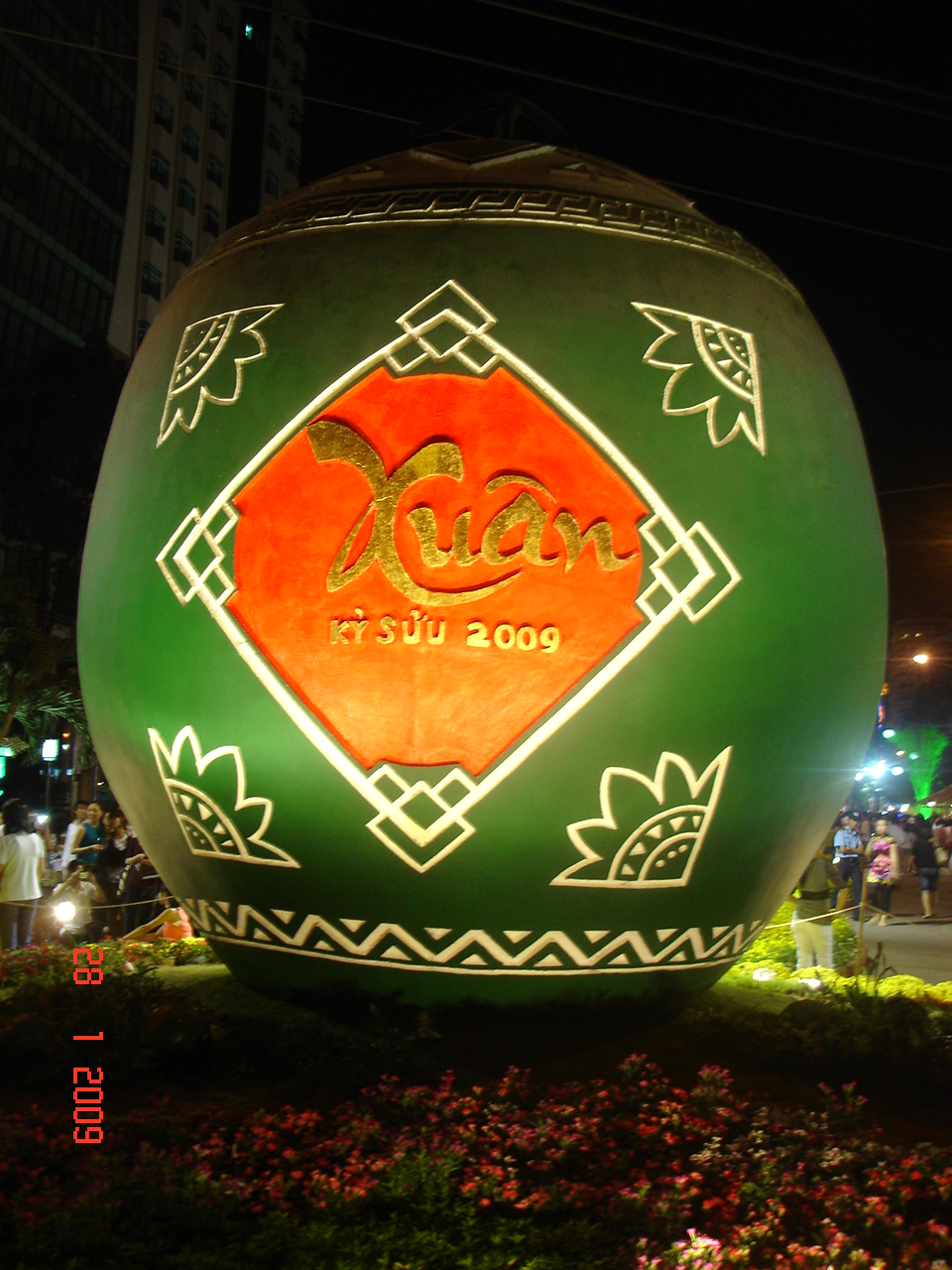
Hình tượng dưa hấu tại Đường hoa Nguyễn Huệ, 2009
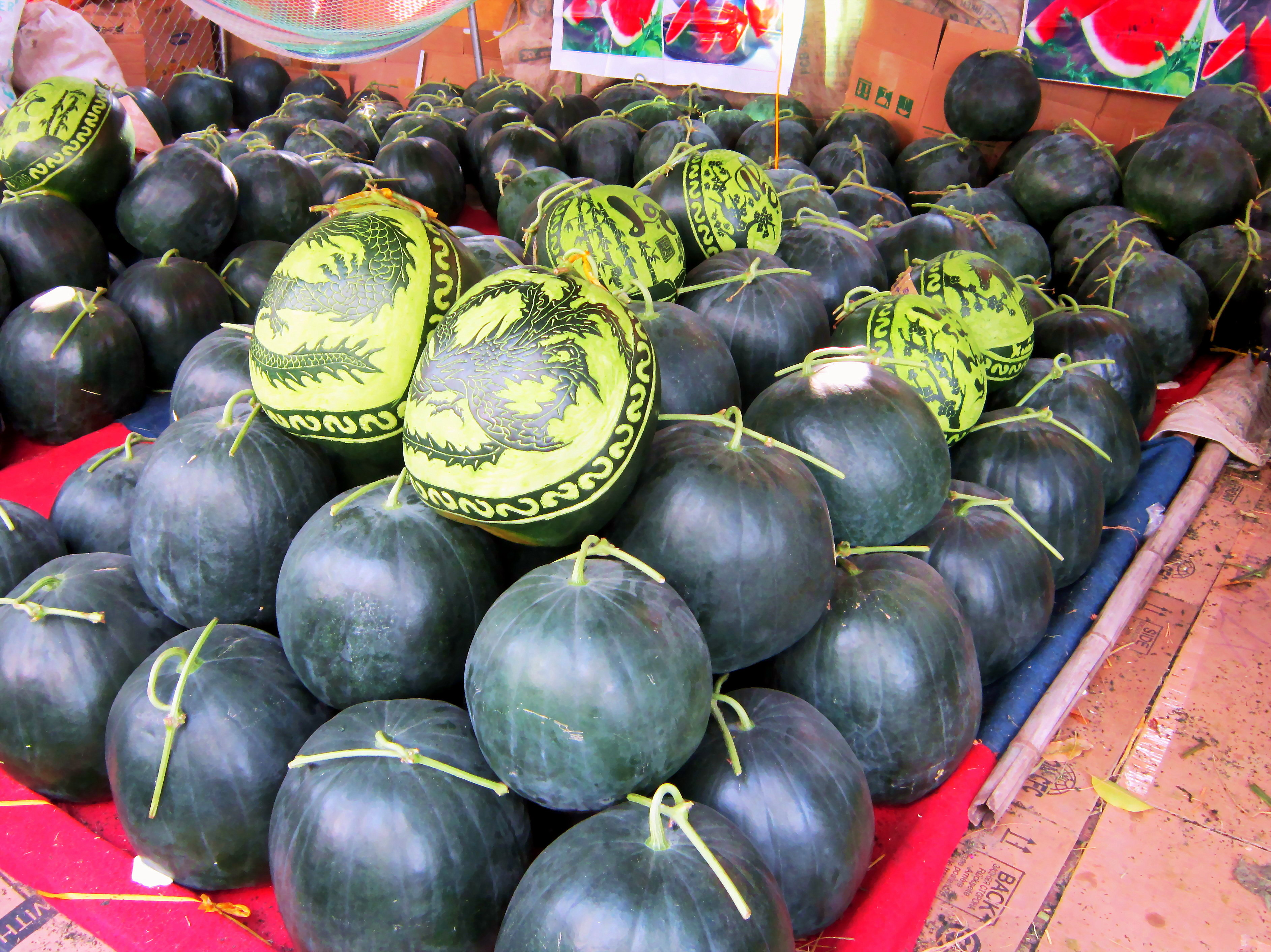
Dưa hấu có khắc hình để chưng trong mấy ngày Tết của người Việt
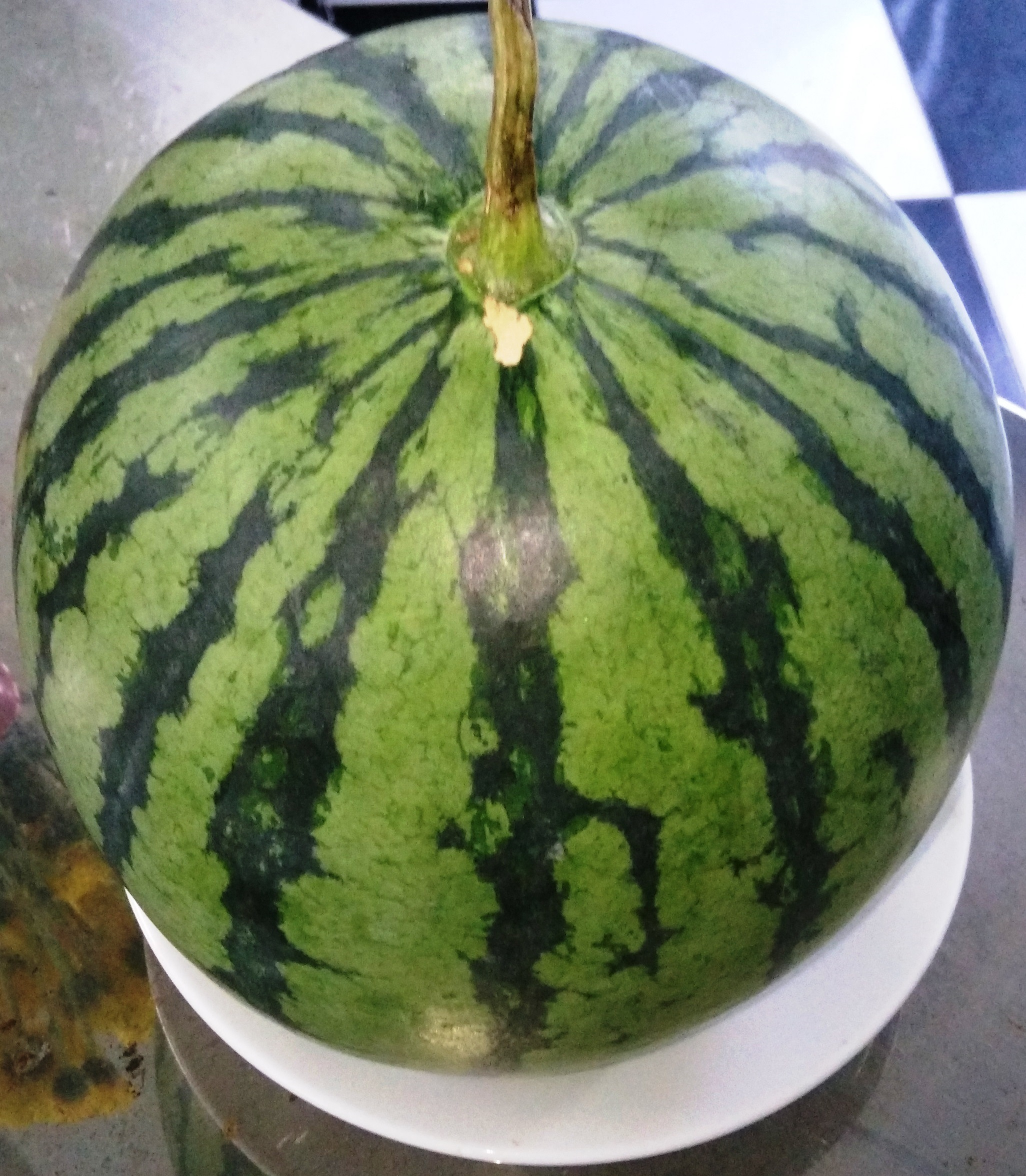
dưa